# Paul Boyd
Paul Glenn Boyd' (30 de septiembre de 1967-13 de agosto de 2007) fue un animador canadiense nacido en Estados Unidos. Fue miembro de aka Cartoon, el equipo de producción de la serie de televisión de más larga duración de Cartoon Network, Ed, Edd n Eddy, como animador y director de la secuencia de títulos. Fue el responsable de crear la secuencia de apertura de la serie. Comenzó su carrera trabajando para International Rocketship en dos especiales de Gary Larson. Durante su carrera enseñó en la Escuela de Cine de Vancouver y trabajó en muchos estudios de animación en Vancouver. Su trabajo dirigiendo para Aaagh! ¡Es el show de Mr. Hell!, junto con el codirector Moose Pagen, fue nominado para un premio Annie en 2001.
Fue asesinado a tiros el 13 de agosto de 2007 por un oficial de policía, Lee Chipperfield, en Vancouver. Un video grabado por turistas mostró a Boyd recibiendo nueve disparos después de empuñar una cadena de bicicleta a los oficiales que acudieron a responder a un disturbio que lo involucraba. El noveno tiro que alcanzó a Boyd se realizó cuando estaba en el suelo. El oficial que disparó contra Boyd fue absuelto de la muerte. El uso de la fuerza fue criticado por muchos de los colegas y familiares de Boyd.

## Historia temprana
Boyd nació el 30 de septiembre de 1967 en Pasadena, California . Creció en el lado oeste de Vancouver , Columbia Británica y asistió a la escuela secundaria Lord Byng . Asistió a la Universidad de Columbia Británica y la Universidad Concordia en Montreal. Antes de unirse a aka Cartoon , durante su juventud, mostró un don inusual para la expresión en las artes visuales. Durante los últimos 15 años de su vida, tuvo una exitosa carrera como animador, empleado por varios estudios de animación diferentes en Vancouver. Le apasionaba su trabajo y era muy apreciado. 

## Carrera
Según el sitio web de la industria de la animación Cartoon Brew, además de Ed, Edd n Eddy, Boyd también trabajó para Aaagh! ¡Es el show de Mr. Hell! y proporcionó animación para Tales from the Far Side de Gary Larson y la primera serie de televisión de animación Flash ¡Mucha Lucha! Se puede encontrar una lista incompleta de sus créditos de animación en IMDb. Durante la década de 1990, enseñó a muchos jóvenes animadores en la Escuela de Cine de Vancouver. Un premio en su honor para el mejor estudiante de Animación Clásica en la Escuela de Cine de Vancouver es financiado por su familia y presentado tres veces al año. En el momento de la muerte de Boyd, estaba trabajando en el estudio de Global Mechanic. Su último trabajo completado fue en dos anuncios animados para el gobierno de Alberta.

## Enfermedad y muerte
Mientras tenía 20 años, a Boyd le diagnosticaron trastorno bipolar (maníaco depresivo), una enfermedad por la que recibió un tratamiento constante y generalmente eficaz. Vivió con esta enfermedad durante casi 20 años. 

### Investigación
El incidente fatal del tiroteo fue investigado por el Departamento de Policía de Vancouver y sus hallazgos se transmitieron a la Rama de Justicia Criminal de Columbia Británica, que decidió no procesar a Chipperfield.  Después de que una investigación forense  en diciembre de 2010 reveló muchos detalles que no figuraban en el informe de la Rama de Justicia Penal, la Asociación de Libertades Civiles de Columbia Británica presentó una denuncia a la Oficina del Comisionado de Denuncias contra la Policía alegando que se había hecho un uso excesivo de la fuerza. En marzo de 2012, el Comisionado de Denuncias de la Policía de Columbia Británica emitió un informe en el que concluía que no había "pruebas claras, convincentes y contundentes ... de que Chipperfield utilizó fuerza innecesaria o fuerza excesiva durante este incidente". Basó su conclusión en parte en una opinión proporcionada por un experto en uso de la fuerza, Bill Lewinski , quien sugirió que Chipperfield podría haber estado sufriendo de "ceguera por falta de atención". 
En mayo de 2012, apareció un video capturado por la cámara de video de un turista. En el video, que comienza justo cuando se disparó una ráfaga de dos tiros (el séptimo y el octavo tiros), se ve a Boyd arrastrándose por la carretera, desarmado. En el tiempo entre el octavo y el noveno disparo (fatal), se ve a un oficial parado cerca de Boyd manejando un objeto que el análisis del video mostró que era una cadena y arrojándolo a un lado, lo que proporciona evidencia de que Boyd estaba desarmado en el momento en que se disparó un tiro fatal. David Eby, director ejecutivo de la Asociación de Libertades Civiles de BC, dijo que el video dejaba en claro que Boyd no representaba una amenaza para nadie en el momento en que se disparó la bala fatal. A la luz de la nueva evidencia, una agencia de investigación independiente, el Equipo de Respuesta a Incidentes Graves de Alberta (ASIRT), fue consultada por elFiscal General de la Columbia Británica para revisar el caso teniendo en cuenta el nuevo video. 
En un comunicado de prensa del 25 de junio de 2013, la Rama de Justicia Penal anunció que ASIRT había completado su investigación y el 24 de junio de 2013, la Subprocuradora General Adjunta, M. Joyce DeWitt-Van Oosten, había designado a un destacado abogado de Vancouver, Mark Jetté. , como fiscal especial para decidir sobre la base del informe de ASIRT y una investigación adicional, si es necesario, si se formularían cargos contra alguno de los oficiales involucrados en el incidente. Si se tomara la decisión de enjuiciar, entonces el Sr. Jetté conduciría el enjuiciamiento. La Sra. DeWitt-Van Oosten concluyó que era necesario nombrar un Fiscal Especial para evitar cualquier posible influencia indebida real o percibida en la administración de justicia penal al revisar el informe ASIRT. La BCCLA aplaudió al gobierno de Columbia Británica por su decisión de junio de 2013 de nombrar un Fiscal Especial para reconsiderar la presentación de cargos en el caso Boyd (en diciembre de 2010, tras la conclusión de la investigación forense, la Asociación de Libertades Civiles de Columbia Británica había pedido que se nombrara un Fiscal Especial, pero esta solicitud fue rechazada en ese momento).
El 28 de octubre de 2013, la Rama de Justicia Penal anunció que el fiscal especial había decidido que no se presentarían cargos contra Chipperfield en este caso. Debido a que la intención de las acciones de Chipperfield, es decir, disparar y matar a Boyd, no estaba en disputa, el único cargo que habría sido apropiado fue el de asesinato en segundo grado . Sin embargo, el fiscal razonó que la defensa en legítima defensa probablemente tendría éxito debido al requisito de que la fiscalía establezca más allá de toda duda razonable que Chipperfield sabía que estaba disparando contra un hombre desarmado y gravemente herido que no representaba una amenaza de muerte o lesiones graves. a Chipperfield u otros.  Algunos de los oficiales de policía y testigos civiles presentes en el momento del disparo fatal declararon que Boyd gateaba cuando fue asesinado y no representaba una amenaza para ninguna otra persona. Otros declararon que, aunque gateaba, sí representaba una amenaza, y otros dijeron que caminaba y estaba erguido hasta el disparo final. Hubo testimonios similares diferentes con respecto a si estaba armado o no. Si bien el video puede respaldar algunos de estos testimonios más que otros, en su conjunto, la defensa podría usarlos para intentar establecer que una persona razonable podría creer que Boyd representaba una amenaza en el momento de su muerte. Para un análisis del significado de "duda razonable", véase :,  donde hay una sección extensa sobre el significado del término en el derecho penal canadiense según lo interpretado por la Corte Suprema de Canadá.

## Memorial
El episodio de la sexta temporada de Ed, Edd y Eddy "Look Before You Ed", el episodio final de la serie, está dedicado en la memoria de Boyd y presenta una memoria al final del episodio que dice: "Paul Boyd. 1967-2007. te extrañaremos amigo ".